# عدار (بلاد الروس)

تعديل مصدري - تعديل

عدار هي إحدى قرى عزلة ربع العبس بمديرية بلاد الروس التابعة لمحافظة صنعاء، بلغ تعداد سكانها 1182 نسمة حسب تعداد اليمن لعام 2004.